# Сребрни мост
Сребрни мост је био висећи мост са окастим ланцима изграђен 1928. и добио је име по боји алуминијумске боје. Преко моста је ишао амерички пут 35 преко реке Охајо, повезујући Поинт Плезант, Западна Вирџинија, и Галиполис, Охајо .
Сребрни мост се 15. децембра 1967. срушио под теретом саобраћаја у шпицу, што је резултирало смрћу 46 људи. Две жртве никада нису пронађене. Истрага олупине указала је да је узрок колапса квар једне очне полуге у ланцу вешања, због малог дефекта дубоког 0,1 in (2,5 mm). Анализа је показала да је мост носио много већа оптерећења него што је био пројектован и да је био лоше одржаван. Срушени мост замењен је Сребрним Меморијалним мостом, који је завршен 1969. године.

## Историја изградње очних ланчаних мостова
У време изградње Сребрног моста, очни мостови су грађени око 100 година. Такви мостови су обично били конструисани од редундантних шипки, користећи редове од четири до шест шипки, понекад користећи неколико таквих ланаца паралелно. Пример се може видети у Клифтонском висећем мосту, који је пројектовао Исамбард Кингдом Брунел са ланчаним очним тракама које су сувишне у две димензије; овај рани висећи мост је још увек у употреби. Други мостови сличног дизајна укључују ранији друмски мост преко Менајског теснаца који је изградио Томас Телфорд 1826. године; Сечењијев ланчани мост у Будимпешти, изграђен 1839–1849, кога су у последњим данима Другог светског рата уништили Немца у повлачењу 1945. године, и идентично обновљен 1949. године, са редудатним ланцима и вешалицама; и Три сестре, самосидрени висећи мостови сличног дизајна и периода изградње (од 1924. до 1928.) у Питсбургу .

## Структура Сребрног моста

### Ниска редундантност, висока чврстоћа
Очне шипке у Сребрном мосту нису биле редундантне, јер је свака карика била састављена од само две шипке, израђена од челика високе чврстоће (више од двоструке затезне чврстоће од обичног меког челика), уместо од дебелог гомила тањих шипки ниже чврстоће материјала, као што је уобичајено за редундантност. Са само две шипке, квар на једној би могао да наметне превелико оптерећење друге, узрокујући потпуни колапс— што би било мало вероватно ако би се користило више шипки. Док се ланац са малом редундантношћу може конструисати према захтевима пројекта, безбедност у потпуности зависи од исправне, висококвалитетне производње, монтаже и одржавања.
За поређење, Бруклински мост, са жичаним кабловима, пројектован је са фактором вишка чврстоће од шест. Жичани каблови имају изузетно висок ниво редунданције, при чему је квар једног жичног ланца готово неприметан. Током изградње Бруклинског моста, откривено је да је коришћена одбачена челична жица. Да би се надокнадила одбачена челична жица која је већ у кабловима, додато је још 150 добрих челичних жица по каблу да би се укупан број довео до 5.434 редундантних нити. Син пројектанта, Вашингтон Реблинг, одлучио је да је фактор сигурности можда смањен, али је био више него довољан. 

### Љуљајући пилони
Пилони су били „љуљајући“ (што је уобичајено у Европи), што је омогућило мосту да одговори на различита активна оптерећења благим нагињањем потпорних торњева, који су били раздвојени у нивоу палубе, а не преласком ланца за вешање преко подмазаног или нагибног седла, или напрезањем торњева при савијању. Куле су захтевале ланац са обе стране за своју подршку; квар било које карике са обе стране, у било ком од три распона ланца, резултирао би потпуним колапсом целог моста.
У време изградње моста, типичан породични аутомобил био је Форд модел Т, са тежином од око 1.500 lb (680 kg). Максимална дозвољена бруто тежина камиона била је око 20.000 pounds (9 tonnes). Насупрот томе, у време колапса, типичан породични аутомобил тежио је око 4.000 lb (1.800 kg), а ограничење за велики камион је било 60.000 lb (27 t) или више. Саобраћајне гужве на мосту од браника до браника такође су биле много чешће, дешавале су се неколико пута дневно, пет дана у недељи, што је изазивало веће оптерећење на елементе моста.

## Анализа олупине
До колапса моста дошло је због квара у једној карици, познатој као очна шипка 330. Мала пукотина је настала услед трошења лежаја и нарасла услед унутрашње корозије, што је проблем познат као корозивно пуцање под оптерећењем. Пукотина је била само око 0,1 in (2,5 mm) дубока када је веза отказала, пуцајући на крхки начин. 
Када је доња страна очне шипке отказала, сво оптерећење је пребачено на другу страну очне шипке, која је потом отказала дуктилним преоптерећењем . Зглоб су тада држале заједно само три ушице, а још је једна склизнула са клина у средини лежаја, тако да је ланац био потпуно прекинут. Урушавање целе конструкције било је неизбежно јер су сви делови висећег моста у равнотежи један са другим.

Оштећење везе било би тешко уочити током инспекције моста:
Инспекција пре изградње не би могла да примети сићушну пукотину ... једини начин да се открије лом био би растављање очне шипке. Технологија коришћена за инспекцију у то време није била у стању да открије такве пукотине.

## Последице
Урушавање је усмерило преко потребну пажњу на стање старијих мостова, што је довело до појачаних протокола инспекције и бројних евентуалних замена. Постојала су само два моста изграђена по сличном дизајну, један узводно у Сент Мерису, Западна Вирџинија, и значајно дужи мост Херцилио Луз у Флоријанополису, Бразил . Мост у Сент Мерису је одмах затворен за саобраћај и мост је срушила држава 1971. године. Сачуван је мали решеткасти мост како би се омогућио приступ острву у реци. Меморијални мост Хи Карпентер касније је изграђен да замени срушени мост. Мост Херцилио Луз остао је у активној служби до 1991. да би поново био отворен 2019. након рестаурације и још увек стоји у Флоријанополису јер је изграђен са већим фактором безбедности од моста у Западној Вирџинији. Савремене методе испитивања без разарања омогућавају да неки од старијих мостова остану у функцији тамо где се налазе на путевима са лакшим саобраћајем. Највише коришћени мостови овог типа замењени су савременим мостовима разних типова.
Урушавање је покренуло законодавство да осигура да се старији мостови редовно прегледавају и одржавају; међутим, застарела инфраструктура је и даље проблем у Сједињеним Државама. Године 1983. срушио се мост на ријеци Мијанус у Гриничу, Конектикат, узрокујући смрт три возача. Урушавање моста И-35В на реци Мисисипи 2007. године довела је до 13 смртних случајева. Почетком септембра 2009. године, током планираног затварања откривен је квар очне шипке на мосту Сан Франциско-Оукланд Беј, што је резултирало хитном поправком како би се ојачао покварени члан.
Модел оригиналног Сребрног моста био је изложен у музеју Поинт Плесант Ривер. Ту се чувала и архива литературе о мосту због јавног увида. У доњем приземљу, музеј је приказао склоп очне шипке са оригиналног моста. Музеј је затворен 1. јула 2018. године, због значајне штете од пожара. Будућност изложбе на Сребрном мосту није позната. 
Још једна очне шипке постављен је за јавно гледање на малом одморишту на страни реке у Охају, дуж пута 7.
Споменик је постављен у Поинт Плесанту у знак сећања на 46 жртава урушавања моста.
Америчко друштво грађевинских инжењера прогласило је мост националним историјским обележјем грађевинарства, пошто је његово урушавање на крају довео до стварања првог националног програма инспекције мостова по Закону о савезне помоћи аутопутевима из 1968. године . 

## Наслеђе
Прегледајући урушавање и каснију истрагу у својој књизи „Опростити пројекту“ из 2012. године, историчар инжењерства Хенри Петроски сматра да је то „прича упозорења за инжењере сваке врсте“. Као резултат темељне истраге, тачно је и неоспорно утврђено да је узрок катастрофе „начин који је ненамерно учинио инспекцију готово немогућом, а колапс готово неизбежним. Ако је икада дизајн био крив за неуспех, то је било то.“ 
Он не криви пројектанте моста, који нису били свесни многих од ових опасности. Уместо тога, он указује на будућност. „Ако постоји нешто позитивно у вези с колапсом Сребрног моста“, закључује он, „то је да би његово наслеђе требало да буде подсећање инжењера да увек поступају са највећим опрезом, увек имајући на уму могуће постојање непознатих непознатих и потенцијалних последица чак и најмање пројектанске одлуке“. 

## У популарној култури
У својој књизи Операција Тројански коњ из 1970. и у својој књизи Мотманово пророчанство из 1975. године, писац Џон Кил повезао је рушење Сребрног моста са наводним виђењем Мотмана . Прича је адаптирана као истоимени филм, објављен 2002. 
Писац Џек Метјуз написао је роман Након моста, написану као дневник замишљеног преживелог у катастрофи који започиње нови живот као перач судова у малом граду у Западној Вирџинији.
Хонки-тонк певач и текстописац и родом из Западне Вирџиније Реј Андерсон објавио је песму "The Silver Bridge Disaster" на А-страна сингла из 1967. године.

## Сребрни меморијални мост
Сребрни меморијални мост је конзолни мост који се протеже преко реке Охајо између Галиполиса, Охајо, и Хендерсона, Западна Вирџинија. Мост је завршен 1969. године као замена за срушени Сребрни мост, иако се налази на око 1 mi (1,6 km) низводно (јужно) од првобитног. 
Мост носи амерички пут 35 преко реке и служи као главни прелаз за људе и робу која путује између Чарлстона, Западна Вирџинија, и Јужног и Централног Охаја . Ограничење брзине на мосту је 65 mph (105 km/h). Ни на једном крају се не наплаћује путарина.